# Queen Egbo
Queen Kamsiyochukwu Egbo (Richmond, 29 giugno 2000) è una cestista statunitense, professionista nella WNBA.

## Carriera
È stata selezionata dalle Indiana Fever al primo giro del Draft WNBA 2022 (10ª scelta assoluta).

## Statistiche

### College
| Anno       | Squadra      | PG  | PT | MP   | TC%  | 3P% | TL%  | RP  | AP  | PRP | SP  | PP   |
| ---------- | ------------ | --- | -- | ---- | ---- | --- | ---- | --- | --- | --- | --- | ---- |
| 2018-2019† | Baylor Bears | 35  | 0  | 10,1 | 45,3 | -   | 50,6 | 4,2 | 0,3 | 0,6 | 0,9 | 5,4  |
| 2019-2020  | Baylor Bears | 30  | 8  | 18,4 | 60,4 | 0,0 | 48,8 | 6,8 | 0,4 | 0,9 | 1,1 | 10,8 |
| 2020-2021  | Baylor Bears | 30  | 30 | 24,9 | 50,0 | -   | 63,9 | 8,6 | 0,9 | 1,2 | 1,9 | 11,1 |
| 2021-2022  | Baylor Bears | 35  | 35 | 23,4 | 49,8 | 0,0 | 70,2 | 8,4 | 0,9 | 0,9 | 1,8 | 11,0 |
| Carriera   | Carriera     | 130 | 73 | 19,0 | 51,7 | 0,0 | 59,4 | 7,0 | 0,6 | 0,9 | 1,4 | 9,5  |

### WNBA

#### Regular Season
| Anno     | Squadra         | PG | PT | MP   | TC%  | 3P% | TL%  | RP  | AP  | PRP | SP  | PP  |
| -------- | --------------- | -- | -- | ---- | ---- | --- | ---- | --- | --- | --- | --- | --- |
| 2022     | Indiana Fever   | 33 | 31 | 21,8 | 44,2 | -   | 64,5 | 6,3 | 0,9 | 0,9 | 1,2 | 7,2 |
| 2023     | Indiana Fever   | 16 | 0  | 8,9  | 40,0 | -   | 64,7 | 4,1 | 0,1 | 0,1 | 0,5 | 2,9 |
| 2023     | Wash. Mystics   | 21 | 0  | 15,8 | 54,4 | -   | 63,3 | 4,4 | 0,4 | 0,6 | 0,8 | 6,2 |
| 2024     | Connecticut Sun | 3  | 0  | 2,3  | 0,0  | -   | 100  | 0,7 | 0,0 | 0,0 | 0,0 | 0,7 |
| 2024     | L.A. Sparks     | 2  | 0  | 2,0  | 100  | -   | -    | 1,5 | 0,0 | 0,5 | 0,0 | 1,0 |
| 2024     | Las Vegas Aces  | 3  | 0  | 6,0  | 66,7 | -   | -    | 1,7 | 0,0 | 0,7 | 0,3 | 2,7 |
| Carriera | Carriera        | 78 | 31 | 15,7 | 46,4 | -   | 64,8 | 4,8 | 0,5 | 0,6 | 0,8 | 5,5 |

#### Playoffs
| Anno     | Squadra        | PG | PT | MP  | TC% | 3P% | TL% | RP  | AP  | PRP | SP  | PP  |
| -------- | -------------- | -- | -- | --- | --- | --- | --- | --- | --- | --- | --- | --- |
| 2023     | Wash. Mystics  | 2  | 0  | 4,5 | 0,0 | -   | -   | 0,5 | 0,0 | 0,0 | 0,0 | 0,0 |
| 2024     | Las Vegas Aces | 1  | 0  | 3,0 | -   | -   | -   | 1,0 | 1,0 | 0,0 | 0,0 | 0,0 |
| Carriera | Carriera       | 3  | 0  | 4,0 | 0,0 | -   | -   | 0,7 | 0,3 | 0,0 | 0,0 | 0,0 |

## Palmarès
- Campionessa NCAA (2019)
- WNBA All-Rookie First Team (2022)